# Reason Is Treason
Reason Is Treason — перший офіційний сингл гурту Kasabian, що був виданий у 2004 році.
Ця пісня потрапила до саундтреків ігор «Gran Turismo 4» на PlayStation 2; і «Shaun White Snowboarding» на платформі Xbox 360[джерело?]. Також пісня увійшла до саундтрек-альбому фільму «Лара Крофт розкрадачка гробниць: колиска життя».

## Композиції

### 10" Vinyl
1. Reason Is Treason – 4:35

### Promo CD
1. Reason Is Treason – 4:35